# Рюкюанские американцы
Рюкюсцы в США — американцы рюкюского происхождения. Большинство рюкюсцев в США являются потомками переселенцев с Окинавских островов.

## История

### Иммиграция
Первыми жителями Рюкю, мигрировавшими в США стали 26 рабочих во главе с Кюдзо Тояма. Они прибыли на Гавайи 8 января 1900 года, для работы на местных сахарных плантациях.
В последующие годы всё большее число рюкюсцев иммигрировали на Гавайи в поиске работы. Часть из них осела на Гавайях, в то время как многие впоследствии переселились на западное побережье.

## Культура

### Национальная идентификация
Большинство рюкюсцев в США дистанцируются от японцев и сохраняет национальную идентичность. Это особенно заметно на Гавайях, где расположены большинство окинавских организаций, крупнейшая из которых — Гавайская Объединенная Окинавская ассоциация .

### Язык
Для большинства рюкюсцев в США родным языком является английский, и на удивление японский. Многие также используют рюкюские языки, в том числе окинавский. На Гавайях, в это же время многие рюкюсцы используют местный креольский язык, известный как гавайский пиджин.

## Известные рюкюсцы в США

### Политики
- Тамаки, Дэнни[англ.]

### Деятели искусства
- Лафкин, Оливия